# Macrobrachium oenone
Macrobrachium oenone är en kräftdjursart som först beskrevs av De Man 1902.  Macrobrachium oenone ingår i släktet Macrobrachium och familjen Palaemonidae. Inga underarter finns listade i Catalogue of Life.